# Tula (Italija)
 Ovo je glavno značenje pojma Tula (Italija). Za općina u Meksiku pogledajte Tula (općina, Tamaulipas).
Tula (sardinski: Tùla) je grad i općina (comune) u pokrajini Sassariju u regiji Sardiniji, Italija. Nalazi se na nadmorskoj visini od 275 metara i ima 1 569 stanovnika.
 Prostire se na 66,19 km². Gustoća naseljenosti je 24 st/km².
Susjedne općine su: Erula, Oschiri, Ozieri i Tempio Pausania.